# Léon-Eugène Méhédin
Léon-Eugène Méhédin, né le 21 février 1828 à L'Aigle et mort le 4 mars 1905 à Bonsecours, est un archéologue, architecte et photographe français.

## Biographie
Fervent bonapartiste, sa carrière est facilitée par le fait qu’il fait ériger deux arches triomphales à L'Aigle en 1851 pour célébrer le coup d'État du prince-président. En 1855, il conçoit la gare de Civitavecchia, projet distingué à l'exposition universelle de Paris, en 1855. Il accompagne le colonel Langlois sur le site de Sébastopol pour faire des photographies préparatoires à la réalisation d'un panorama peint de la bataille, et son travail est remarqué par l'Empereur, qu'il rejoint d'ailleurs peu après en Italie, où il photographie les hauts-lieux de la campagne d'Italie.
En 1859, il voyage en Égypte où il réalise des photographies, et des calotypes, notamment du temple d'Abou Simbel (premières photographies en intérieur avec éclairage artificiel et utilisation de miroirs), et un moulage du second obélisque de Louxor. Ce travail est très apprécié à son retour à Paris et il caresse le projet d'une reconstitution des ruines de Thèbes au Bois de Boulogne.
Nommé voyageur de la Commission scientifique du Mexique pour l'archéologie, il fouille notamment à Teotihuacan et à Xochicalco, fait sur le terrain de nombreux dessins et photographies, et réalise des moules selon la méthode de la lottinoplastie, permettant le tirage de nombreuses reproductions avec une grande précision. 
Grâce à ces moules, il peut reconstituer un moulage en plâtre de la pyramide de Xochicalco, sur le Champ de Mars, lors de l'Exposition Universelle en 1867. Il présente aussi dans l'édifice des moulages de monolithes pré-hispaniques (Piedra del Sol et monolithe de Coatlicue, notamment) et est ainsi un des premiers à montrer au grand public européen des vestiges archéologiques méso-américains. Cette « attraction » remporte un très vif succès. 
La chute du Second Empire, en le privant de ses soutiens politiques, l'empêche de réaliser le « Musée mexicain » permanent qu'il espérait. Ses collections, détruites en grande partie, subsistent en partie au Museum d’histoire naturelle de Rouen et à la Bibliothèque municipale de la même ville.
Son mobilier et ses collections de sa villa de Bonsecours sont vendus les 12 et 13 juin 1905.

### En Images

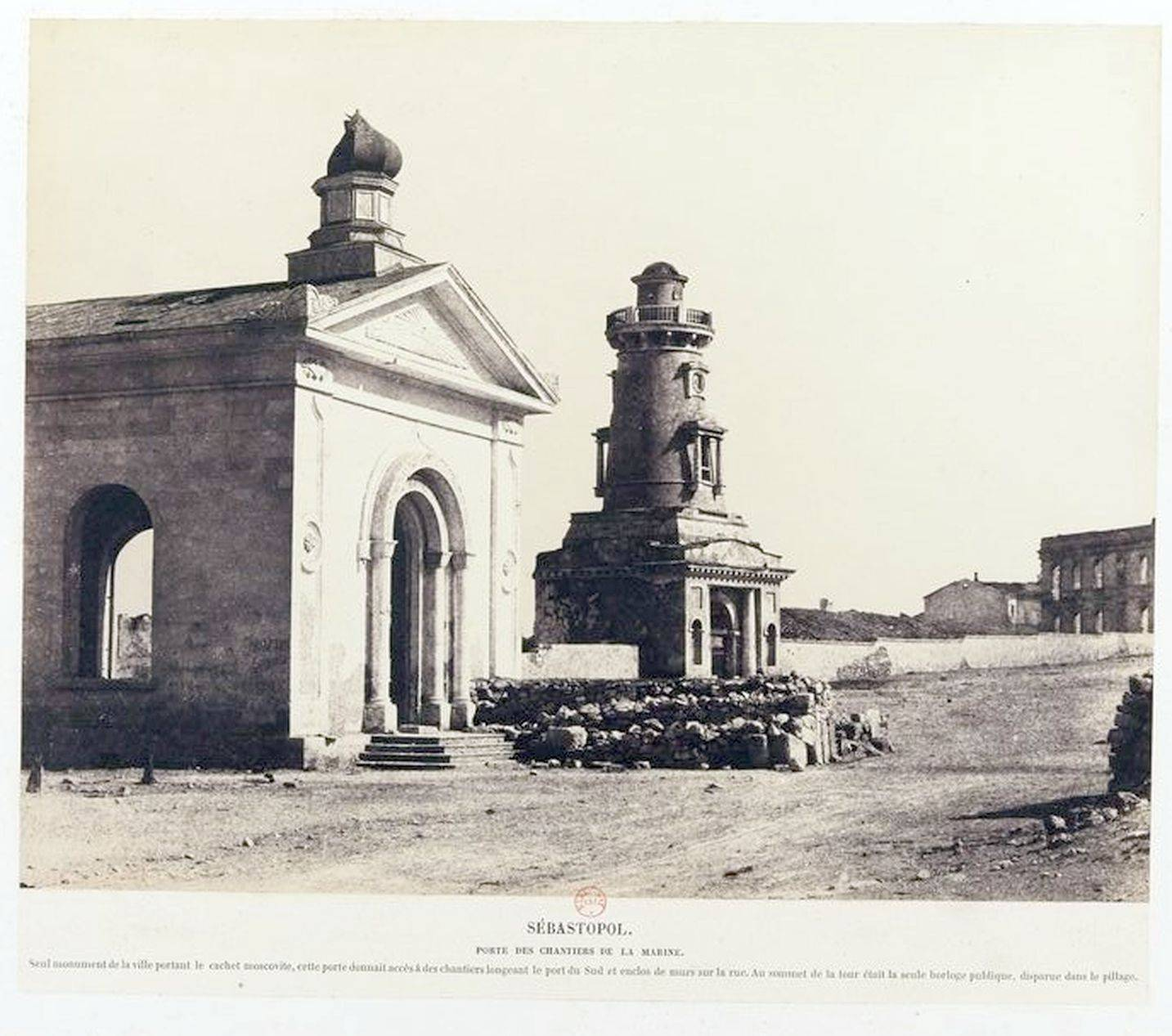
Porte du Chantier naval de Sébastopol.
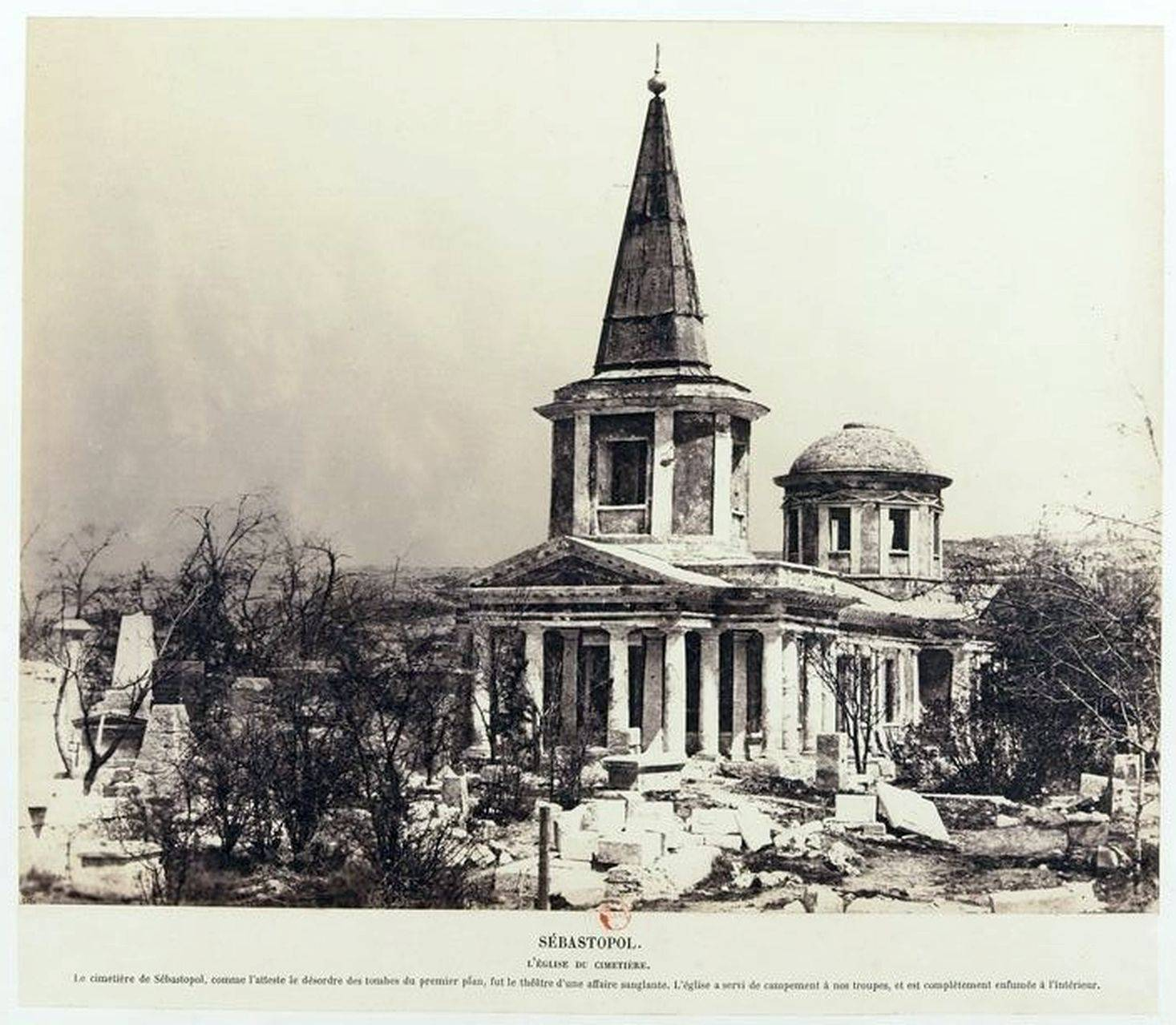
L'Église de Tous-les-Saints de Sébastopol.
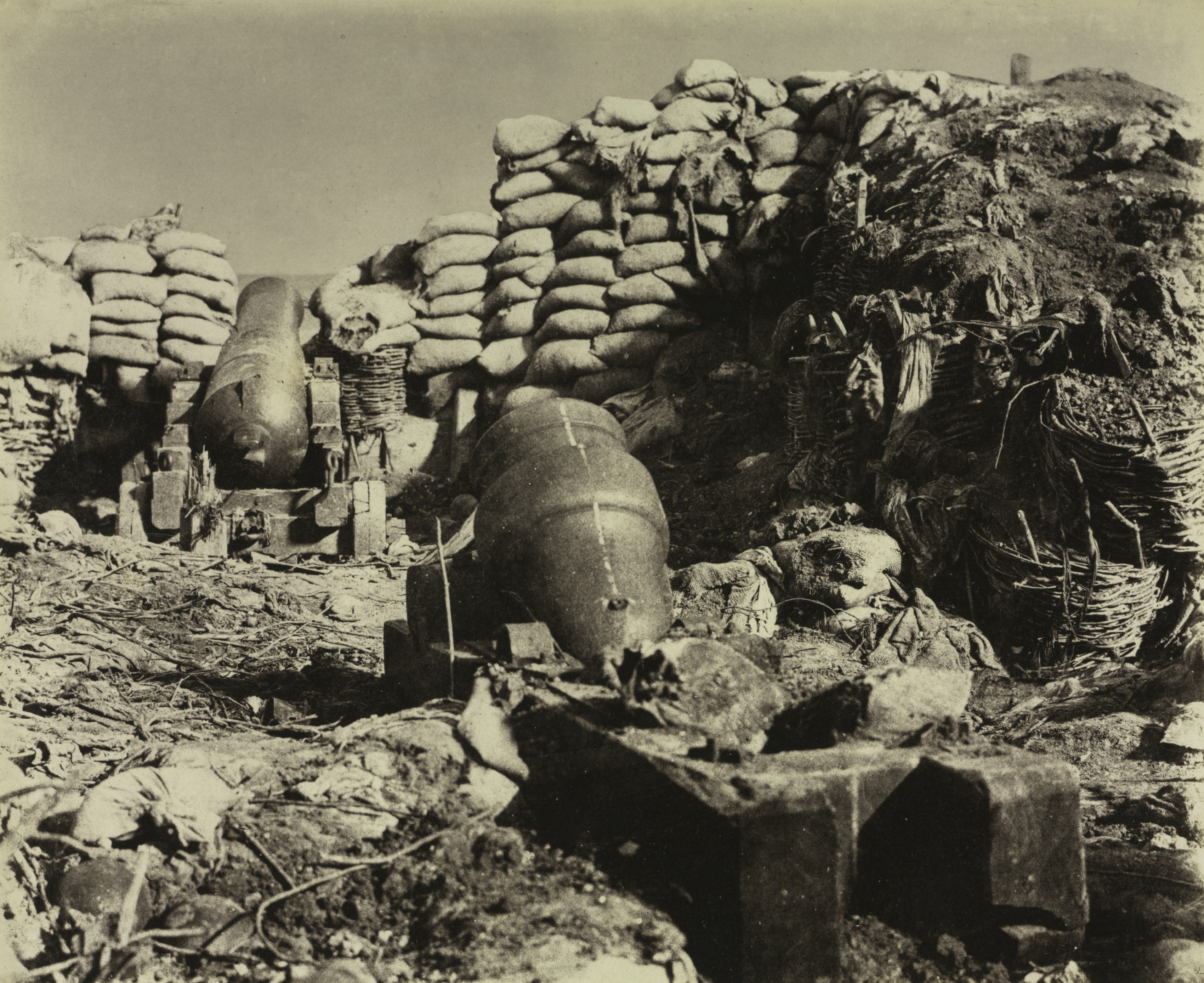
La bataille de Malakoff réalisée avec J-C. Langlois.
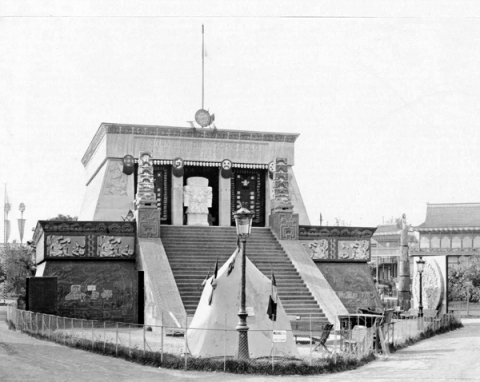
Temple de Xochicalco, réplique construite d'apres Léon-Eugène Méhédin.

## Distinctions
- officier de l'ordre du Médjidié (1862)
- officier de l'ordre de Guadalajara (1866)
- Chevalier de la Légion d'honneur (1867)[2]
- chevalier des saints-Maurice-et-Lazare (1867)

## Œuvres
- Campagne d’Italie en 1859 : vues de Magenta, Milan, Melegnano, Dezensano, Valeggio, Villafranca et du pont de Buffalora, [S.l.s.n.], 1859, lire en ligne sur Gallica
- Description de l’Égypte, commencée sous les auspices de Napoléon Ier, continuée par ordre de Napoléon III, Paris, Firmin-Didot, 1859
- Divinité mythique de la mort, à laquelle on offrait les victimes humaines par plusieurs milliers à la fois dans les rites religieux de l’antiquité mexicaine, Paris, Lainé et Havard, 1867
- Projet de fêtes publiques à Paris, Paris, Bailly, Divry & Cie, 1852
- Souvenirs de la guerre de Crimée : 29 photographies de Charles Langlois et Léon Méhédin, entre 1855-1856, [S.l.s.n.], 1856

## Collections
- Museum d’histoire naturelle de Rouen et à la Bibliothèque municipale[3].
- Musée d'Orsay[4].
- Musée de l'Armée (Paris)[5].
- Bibliothèque nationale de France
- Musée du quai Branly - Jacques Chirac (moulages)[6].

## Expositions
- Bibliothèque municipale de Rouen, 1992 : Un aventurier du Second Empire : Léon Méhédin, 1828-1905, par Frédéric Gerber, Christian Nicaise et François Robichon[7].

- Musée de Normandie, enceinte du Château de Caen, (salle des Remparts, du 23 juin 2017 au 7 janvier 2018) : Voyages en Égypte, Des Normands au pays des pharaons au XIXe s[8].